# Прање судова
Прање судова или прање посуђа је процес чишћења посуђа, прибора за јело и других предмета како би се спречиле болести које се преносе храном.  Врши се ручно у судопери помоћу детерџента за прање судова или коришћењем машине за прање судова, и може се одвијати у кухињи, помоћној просторији или негде другде. Постоје културолошке разлике око испирања и сушења после прања. 

## Процес
Прање посуђа се обично обавља помоћу прибора за прање судова, осим ако се не ради помоћу аутоматизоване машине за прање судова. Уобичајени алати укључују крпе, сунђере, четке или чак челичну жицу. Углавном се користи и детерџент за прање судова, али се може користити и сапун. Гумене рукавице често носе особе које су осетљиве на топлу воду или течности за прање судова, оне које не желе да додирују честице хране или оне који не желе да се поквасе. Према речима дерматолога, употреба заштитних рукавица је веома препоручљива при раду са водом и производима за чишћење, јер неке хемикалије могу оштетити кожу или се код неких особа могу развити алергије. Многе особе такође носе кецеље.
Такође постоје варијације у температури и стању воде. Неке особе више воле хладну или топлу воду, а неке више воле текућу или стајаћу воду.

## Санитетско-здравствене мере
Тамо где се посуђе дели са више људи, на пример у ресторанима, дезинфекција је неопходна и пожељна како би се спречило ширење микроорганизама. Већина ресторана има судопере са три преграде (у зависности од прописа) и користе систем са три судопере (прање, испирање и дезинфекција посуђа) при чему први одељак садржи комбинацију топле воде и сапуна или детерџента. Вода у првом одељку често треба да буде између 35 и 49 °C (према важећим здравственим прописима). 
Већина институција има машину за прање судова која дезинфикује судове завршним испирањем у веома врућој води или хемијским раствором за дезинфекцију као што је разблажен раствор натријум хипохлорита (50-100 ппм хлора; око 2 мл 5% натријум хипохлорита по литру воде, отприлике један чеп по галону воде). Посуђе се поставља на велике тацне и убацује на ваљке кроз машину. Машине за прање судова обично прелазе 63 °C и убијају све клице, док ручно прање достиже температуру од највише 40 °C. 
Иако није еколошки прихватљива, употреба натријум хипохлорита је значајна за здравствене мере: потпуно испарава, јефтина је и убија већину клица. Полице, фрижидери, радне плоче и било шта друго што људи додирују треба повремено брисати или прскати разблаженим раствором натријум хипохлорита након што се оперу сапуном и исперу чистом водом.
Међутим, натријум хипохлорит је мање ефикасан у присуству органских остатака, тако да мала количина остатака хране може бити довољна да омогући преживљавање, на пример, бактерија салмонеле. Рибање праћено намакањем у натријум хипохлорит је ефикасно у смањењу контаминације салмонелом, али чак ни ова метода не елиминише бактерије салмонеле. 
Приликом ручног прања боље су пластичне четке са најлонским влакнима него крпе за прање или сунђери, који могу да шире микроорганизме.  Употреба сапуна или средства за дезинфекцију је обавезна за ручно прање у јавним објектима за исхрану. 

## Традиционална пракса прања посуђа

### Земље у развоју
Традиционално, прање посуђа се врши рибањем посуђа мокром тканином умоченом у пепео за чишћење како би се уклонила прљавштина. Прибор се затим испере у чистој води и окачи да се осуши. Пепео за рибање (kharani) се посебно прави сагоревањем дрвета. Ово је уобичајена пракса у селима азијских земаља у развоју као што су Непал, Индонезија и Индија.

## Машина за прање судова
Машина за прање судова је машина за аутоматско чишћење посуђа и прибора за јело. За разлику од ручног прања судова, које се у великој мери ослања на физичко рибање ради уклањања прљавштине, машина за прање судова пере прскањем топле воде, обично између 45 и 75 °C, код посуђа, са нижим температурама за деликатне предмете. 
Мешавина воде и детерџента за машину за прање судова се пумпа у једну или више ротирајућих прскалица, прскајући судове мешавином за прање. Мешавина рециркулише ради уштеде воде и енергије. Често постоји претходно испирање, које може или не мора укључивати детерџент, а вода се затим испушта. Након тога следи главно прање свежом водом и детерџентом. Када се прање заврши, вода се испушта, више топле воде улази и циклус испирања почиње. По завршетку испирања вода се поново испушта, посуђе се суши неким од метода сушења. Обично се средство за испирање, хемикалија за смањење површинског напона воде, користи за смањење водених мрља од тврде воде или других разлога. 
Поред кућних јединица, индустријске машине за прање судова су доступне за употребу у комерцијалним објектима као што су хотели и ресторани, где се пере много посуђа. Прање се врши на температури од 65 до 71 °C и санитетско-здравствене мере се постижу било употребом додатног грејача који ће обезбедити „коначно испирање“ водом од 82 °C температуре или коришћењем хемијског средства за дезинфекцију.